# Euphyia deblonayi
Euphyia deblonayi là một loài bướm đêm trong họ Geometridae.